# Slag bij Adrianopel (1205)

De Slag bij Adrianopel vond plaats op 13 en 14 april 1205 ter hoogte van Adrianopel, waarbij een overmoedig kruisvaardersleger in de val liep van de Bulgaren. Hierbij werd Boudewijn I van Constantinopel gevangengenomen en nooit meer teruggezien.

## Achtergrond
Toen keizer Alexios III Angelos van Byzantium in 1195 een staatsgreep pleegde, verloor hij alle krediet, hij verloor een voor een zijn vazallen en stond er alleen voor.
Velen voelden zich geroepen om in te grijpen en in 1204 veroverden de kruisvaarders Constantinopel.
Intussen was Bulgarije uit zijn as herrezen. Kan Kalojan, die getrouwd was met een Koemaanse prinses, was op zoek naar erkenning en bood zijn diensten aan. Hij ging zelf zijn toewijding bij paus Innocentius III aanbieden, tevergeefs.
Na de verovering van Constantinopel waren Latijnen en Bulgaren belust op het grondgebied Thracië.

## Slag
Kalojan had steun van zijn vazallen, de Vlachen en de Koemanen, die gekend waren voor hun lichte cavalerie. Op de vooravond van de slag, als middel tot verkenning, voerde de Koemaanse cavalerie een schijnaanval uit. De zware cavalerie van de kruisvaarders ging onmiddellijk in de tegenaanval en beseften dat zij geen vuist konden maken. De strekte en de zwakte was nu gekend. De Latijnen maakten zich klaar om een gevecht op een slagveld. Intussen groeven de Bulgaren rond de strijdzone, valkuilen.
Witte Donderdag, 14 april 1205, tijdens de misviering vielen de Koemanen het Latijnse kamp aan. Lodewijk van Champagne, uitzinnig van woede, ging tegen de afspraak, in de tegenaanval en achtervolgde de behendige Koemanen, de anderen volgden. De Koemanen moesten verschillende keren inhouden, omdat de kruisvaarders hen niet konden volgen. Eenmaal voorbij de valkuilen, draaiden de Koemanen zich om, en werden gesteund door de Bulgaren en Vlachen. De Latijnen waren omsingeld en konden geen kanten op.
Ondanks alles was de strijd hard en werd er tot laat in de avond gestreden. Het grootste deel van het Latijnse leger werd uitgeschakeld, de ridders werden verslagen en hun keizer, Boudewijn I, werd gevangengenomen en meegenomen naar de hoofdstad Veliko Tarnovo, waar hij werd opgesloten in toren van het fort Tsarevets. 

## Resultaat
Over de dood van Boudewijn I bestaan er veel hypotheses en mythes. Hij werd opgevolgd door zijn broer Hendrik van Vlaanderen. Kajolan riep zichzelf uit als tsaar en eigende zichzelf de titel Latijnenslachter toe, in navolging van Basileios II Boulgaroktonos, de Bulgarendoder.